# Faro Superiore
Faro Superiore (U Faru i Susu in dialetto messinese) è una frazione del comune di Messina nella Circoscrizione VI, posta in collina, alla periferia nord del capoluogo.
Nel passato era un grosso centro agricolo, le cui colture prevalenti erano la vite ed il cotone.
In seguito all'urbanizzazione degli ultimi decenni e la costruzione di complessi abitativi, oggi il villaggio ha perso il suo aspetto rurale e vanta un'economia molto vivace, con numerose attività sia nel terziario che nell'agricoltura, in particolare seguendo l'antica tradizione della coltivazione della vite.
Gli abitanti sono detti faroti in siciliano. Oltre alla patrona Santa Maria Assunta si venera anche San Filippo d'Agira, festeggiato l'ultima domenica di maggio.

## Origini del nome
La denominazione del paese deriva probabilmente dal nome dei Pharii, gente greca della città di Pharis (Φάρις in greco) che si sarebbero spostate nella zona dell'attuale Faro Superiore dalla loro patria in Laconia. L'antico nome di Faro Superiore era Casale del Faro, nome che il villaggio cambiò nell'attuale, all'incirca nel XVIII secolo in seguito alla nascita di Torre Faro come villaggio indipendente dal "Casale" e non più come contrada di esso.

## Storia
Intorno al 1010 fu eretta la prima chiesa intitolata alla Madonna Candelora, situata al centro del villaggio (oggi vi è soltanto un campetto parrocchiale), come vi è riportato nel libro Un paese distrutto di Monsignor Francesco Alizio (1867-1941). Circa nel 1200 fu costruita la chiesa della Madonna Annunziata.
Intorno al 1400 un tempio veniva intitolato alla Madonna delle Grazie.
Nel 1490 e terminati i lavori due anni dopo, nella piazza omonima, si elevava la chiesa a San Rocco.
Nell'anno 1600 addossata all'esistente chiesa della Candelora, fu innalzata la chiesa della Madonna Assunta.
Oltre questi luoghi sacri situati al centro del paese, vi erano anche altri appartenenti alla stessa giurisdizione, ed erano: quello dedicato alla Madonna Addolorata a Tono; alla Madonna della Guardia, nel torrente omonimo; alla Madonna dei Miracoli nella fiumara Papardo.

## Monumenti e luoghi d'interesse
- Chiesa dell'Assunta[4]

## Società

### Tradizioni e folclore

#### Festeggiamenti di S. Maria Assunta

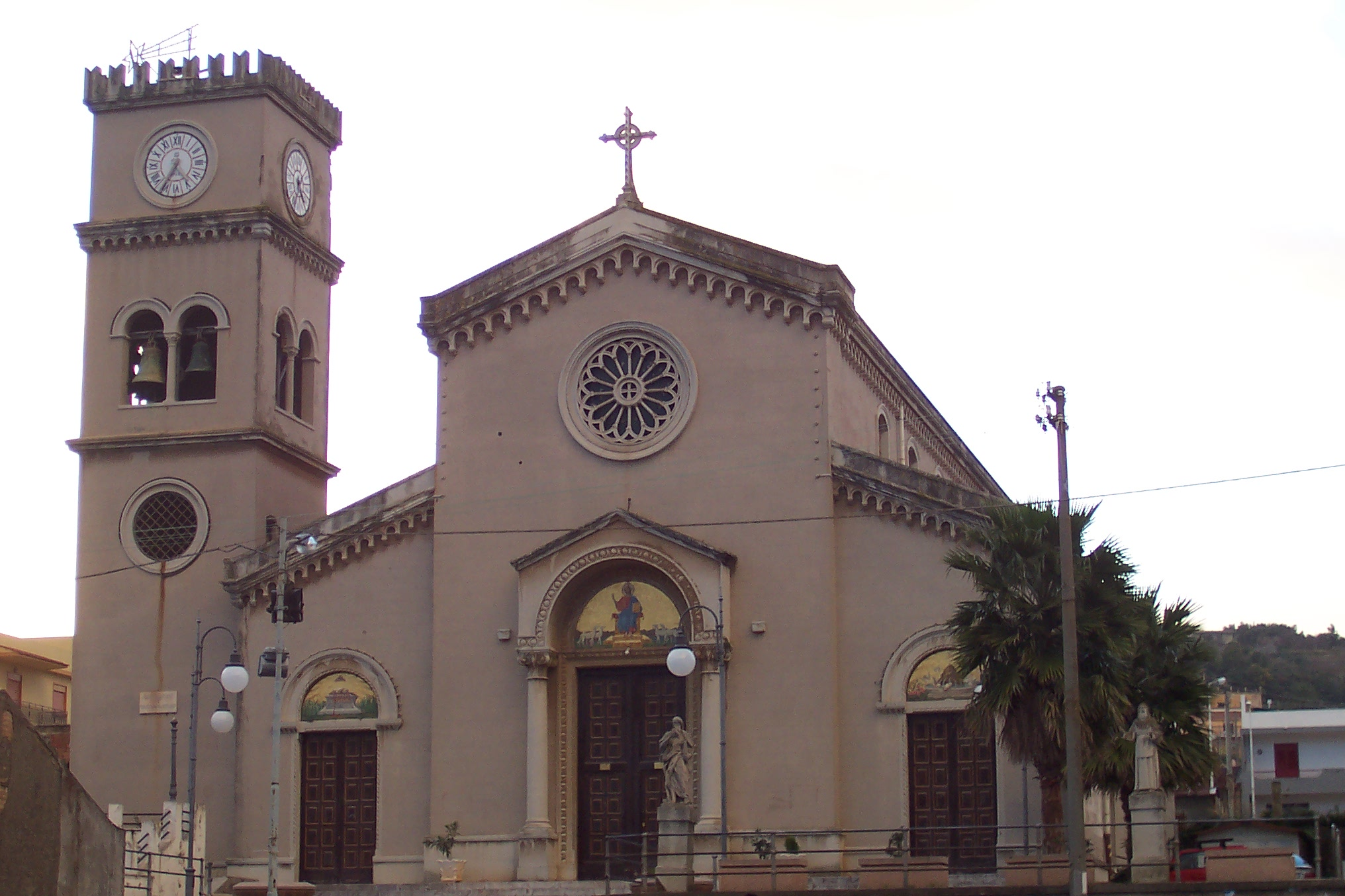
Chiesa S. Maria Assunta

Nel 1600 fu costruita la matrice che fu intestata a Maria SS. Assunta, Protettrice del villaggio.
Da quattro secoli nell'ultima domenica d'agosto, si festeggia il suo transito in anima e corpo al cielo con grandi manifestazioni religiose e civili.

## Cultura

### Eventi
- Mostra fotografica "Il Casale del Faro e la sua Storia"
- Via Crucis vivente (dal 2003)
- "la Luce della Pace a Faro Superiore" (dal 2003)
- "Festagiovani" (dal 2001)